# Ґанджабад (Урмія)
Ґанджабад (перс. گنج‌آباد) — село в Ірані, входить до складу дехестану Ровзех-Чай у Центральному бахші шахрестану Урмія провінції Західний Азербайджан.